# Sélectine P
La sélectine P est une protéine de type sélectine. Son gène est SELP porté sur le chromosome 1 humain.

## Rôle
Elle est exprimée par les plaquettes sanguines et les cellules endothéliales.

## En médecine
Lors de la drépanocytose, les hématies se fixent sur la sélectine P des cellules endothéliales, constituant ainsi une cible thérapeutique potentielle. Elle favoriserait également la formation d'agrégats entre plaquettes et polynucléaires neutrophiles.

## Cible thérapeutique
L'inclacumab et le crizanlizumab sont des anticorps monoclonaux dirigé contre la sélectine P.